# Juan Manuel López
Juan Manuel López Martinez også kendt som Juanma (født 3. september 1969 i Madrid, Spanien) er en tidligere spansk fodboldspiller (midterforsvarer).
López tilbragte hele sin aktive karriere, fra 1988 til 2001, hos Atlético Madrid i sin fødeby. Han spillede 156 kampe og scorede tre mål for klubbens førstehold. Han var med til at vinde ét spansk mesterskab, i 1996, samt tre udgaver af pokalturneringen Copa del Rey.

## Landshold
López spillede gennem karrieren elleve kampe for Spaniens landshold, og var en del af den spanske trup til EM i 1996 i England. Han spillede tre af spaniernes fire kampe i turneringen, hvor holdet blev slået ud i kvartfinalerne.
López var desuden med på det spanske U/23-landshold ved OL 1992 på hjemmebane i Barcelona. Spanierne vandt alle kampe i indledende pulje og derpå kvartfinalen 1-0 over Italien U/23, derpå semifinalen 2-0 over Ghana U/23, inden de sikrede sig det olympiske mesterskab med en finalesejr på 3-2 over Polen U/23. López fik rødt kort i første kamp mod Colombia U/23 og havde karantæne i de næste to kampe, men spillede derpå alle knockoutkampene.